# تندر ۶۹
تندر۶۹ یک موشک بالستیک کوتاه برد (SRBM) است که در چین طراحی و ساخته شد اما توسط نیروهای مسلح ایران بازطراحی و عملیاتی شد. این موشک در ابتدا توسط ارتش ایران در سال ۱۹۹۲ مورد استفاده قرار گرفت. این طراحی بر اساس موشک اس-۷۵ دوینا چینی است که خود از موشک زمین به هوای S-75 شوروی (SAM) بازطراحی شده‌است.

## تاریخچه
تندر۶۹ یک موشک بالستیک کوتاه برد (SRBM) است که در چین طراحی و ساخته شد اما توسط نیروهای مسلح ایران بازطراحی و عملیاتی شد. این موشک در ابتدا توسط ارتش ایران در سال ۱۹۹۲ مورد استفاده قرار گرفت. به گفته مقامات نظامی ایران، این موشک در هنگام جنگ ایران و عراق توسط ایران در چین ثبت سفارش شد اما تحویل آن پس از جنگ اتفاق افتاد و در سال ۱۳۶۹ تعدادی از این موشک‌ها به ارتش جمهوری اسلامی تحویل شد. در همان زمان نام این موشک، تندر ۶۹ به مناسبت ورود این موشک در سال ۶۹، گذاشته شد. به گفته مجید موسوی، جانشین فرمانده نیروهای هوافضای سپاه، مذاکرات برای تحویل این موشک‌ها در تایلند انجام می‌شد.
به گفته برخی منابع، با ادغام ویژگی‌های موشک‌های خانواده زلزال و تندر ۶۹ توسط مهندسان ایرانی، موشک فاتح ۱۱۰ ساخته شد. این موشک در رزمایش پیامبر اعظم ۴ به سال ۱۳۸۸ مورد استفاده و آزمایش قرار گرفت. از این موشک به عنوان یکی از پر فروش‌ترین سلاح‌های ساخت ایران یاد شده‌است. در میانه جنگ عربستان و یمن، نیروهای یمنی از موشکی با نام قاهر ام۲ رونمایی کردند که شباهت زیادی به موشک‌های تندر ۶۹ داشت.

## مشخصات فنی
این طراحی بر اساس موشک اس-۷۵ دوینا چینی است که خود از موشک زمین به هوای S-75 شوروی (SAM) بازطراحی شده‌است. اساساً این موشک برای هدف‌گیری اهداف دریایی طراحی شده‌است و در نسخه جدید ایرانی، برای نبردهای زمین به زمین کاربردی شده‌است. این موشک از کشنده برپاگر پرتابگر استاتیک که تا موقعیت مورد نظر بکسل می‌شوند پرتاب خواهند شد. دقت این موشک ۲۵۰ متر است و برد ابتدایی آن ۱۲۵ کیلومتر بود که تا ۱۵۰ کیلومتر نیز قابل ارتقاء است. از این موشک می‌توان در نبردهای زمین به زمین و زمین به دریا استفاده کرد. سوخت این موشک مایع، و دارای بوستر سوخت جامد است. از رادارهای این موشک که به صورت اینرسی و رادار فعال طراحی شده بود، در ساخت موشک‌های زلزال۳ بهره برده شده‌است.